# 9427 Righini
9427 Righini este un asteroid din centura principală de asteroizi.

## Descriere
9427 Righini este un asteroid din centura principală de asteroizi. A fost descoperit pe 14 februarie 1996 la Cima Ekar de Maura Tombelli și Ulisse Munari. Asteroidul prezintă o orbită caracterizată de o semiaxă mare de 3,00 ua, o excentricitate de 0,09 și o înclinație de 10,9° în raport cu ecliptica.